# Circuito San Juan Villicum
El Circuito San Juan Villicum és un circuit de curses situat a la província de San Juan de l'Argentina, a prop de la Ruta Nacional 40. El circuit es recorre en sentit antihorari i té una longitud de 4,276 km. Hi ha set revolts a la dreta i deu a l'esquerra. Els seus contorns ondulats es van crear artificialment movent més de 700.000 metres cúbics de terra.
La pista va ser dissenyada per Leonardo Stella, un arquitecte especialista en autòdroms, i cercarà un grau d'homologació A1 de la FIA.

## Història
La prova inaugural va ser el 14 d'octubre de 2018, en què s'hi disputà la ronda argentina del Campionat del Món de Superbike. La primera cursa d'automobilisme s'hi va córrer el 18 de novembre del mateix any i va ser puntuable per als campionats argentins Turismo Carretera i Súper TC 2000.